# Melis Sekmen

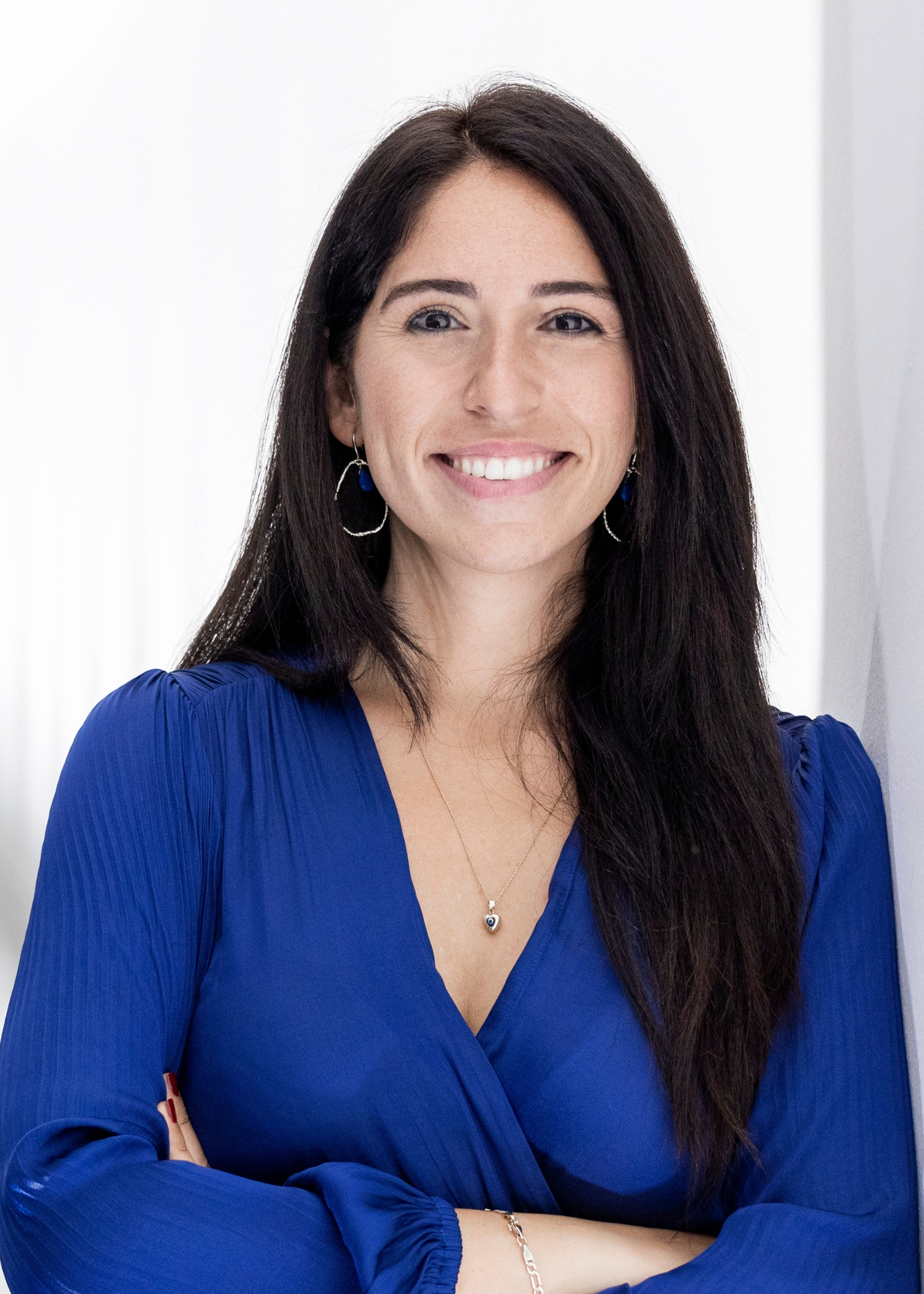
Melis Sekmen (2023)

Melis Sekmen (* 26. September 1993 in Mannheim) ist eine deutsche Politikerin (2014 bis Juli 2024 Bündnis 90/Die Grünen, seit 2024 CDU). Sie war von 2021 bis 2025 Mitglied des Deutschen Bundestages.

## Leben
Sekmen hat einen türkischen Migrationshintergrund. Ihr Großvater war Gastarbeiter, ihre Mutter wurde in Deutschland geboren, ihr Vater kam als Jugendlicher nach Deutschland. Die Eltern hatten zeitweise mehrere Jobs gleichzeitig. Ihr Vater ist als Produktionsmitarbeiter bei Daimler tätig, ihre Mutter arbeitete als Reinigungskraft in einem Krankenhaus. Deshalb verbrachte Sekmen ihre Kita-Zeit bei den Großeltern in den Mannheimer Quadraten. Sie ist in den Mannheimer Stadtteilen Neckarstadt-West und Waldhof aufgewachsen. Dort besuchte sie die Friedrich-Ebert-Grundschule, am Ludwig-Frank-Gymnasium machte sie 2012 ihr Abitur. Sie ist Alevitin.
Ab 2012 machte Sekmen zwei Praktika im Europa- und Wahlkreisbüro von Franziska Brantner und im Wahlkreisbüro von Gerhard Schick. Sie begann 2012 ein Bachelorstudium der Volkswirtschaftslehre an der Ruprecht-Karls-Universität Heidelberg und war als studentische Hilfskraft am Institut für Mittelstandsforschung der Universität Mannheim beschäftigt. 2018 absolvierte sie ein Praktikum bei Baden-Württemberg International.

## Politik

### Kommunalpolitik (2014–2022)
Sekmen wurde 2011 mit 17 Jahren Sprecherin der Grünen Jugend in Mannheim. Von 2013 bis 2014 gehörte sie dem Kreisvorstand von Bündnis 90/Die Grünen Mannheim an. Im Jahr 2014 wurde sie als Stadträtin in den Mannheimer Gemeinderat gewählt, dem sie bis 2022 angehörte, ab 2014 als Mitglied im Fraktionsvorstand, von 2019 bis 2022 als Fraktionsvorsitzende. Außerdem fungierte Sekmen, die bei der Mannheimer Kommunalwahl 2019 Stimmenkönigin wurde, als wirtschaftspolitische Sprecherin der Fraktion. Nach ihrem Einzug in den Bundestag legte sie im Februar 2022 ihr Mandat im Gemeinderat nieder. Eine parteiinterne Abstimmung zur Kandidatur für die Landtagswahl in Baden-Württemberg 2016 verlor sie gegen Gerhard Fontagnier. Im Oktober 2024 wurde Sekmen von der Stadt Mannheim für ihre ehrenamtliche Arbeit im Mannheimer Gemeinderat die Ratsmedaille in Bronze (wird vergeben für mindestens eine volle Amtszeit von fünf Jahren) verliehen.

### Bundestag (2021–2025)
Im Oktober 2020 nominierten die Mannheimer Grünen Sekmen als Wahlkreiskandidatin für die Bundestagswahlen 2021. Sie holte im Bundestagswahlkreis Mannheim mit 22,5 Prozent das beste Erststimmenergebnis, das die Grünen je bei einer Bundestagswahl in Mannheim erzielt haben, und kam auf den zweiten Platz, hinter der direkt gewählten Abgeordneten Isabel Cademartori (SPD). Sie zog über die Landesliste von Bündnis 90/Die Grünen Baden-Württemberg in den Bundestag ein. Dort war sie als Grünen-Vertreterin ordentliches Mitglied und Obfrau im Wirtschaftsausschuss sowie stellvertretendes Mitglied im Finanzausschuss. Sie war Teil der Doppelspitze des Parlamentskreises „Gründung & Start-ups“, den sie mit dem FDP-Politiker Mario Brandenburg gegründet hatte. Außerdem ist sie Initiatorin des Parlamentskreises „Ehrenamtliches Engagement“ im Deutschen Bundestag. Bis Juli 2024 war sie Mitglied der Deutsch-Französischen Parlamentarischen Versammlung. Ab September 2024 war sie ordentliches Mitglied im Ausschuss für die Angelegenheiten der Europäischen Union sowie Inneres und Heimat und stellvertretendes Mitglied im Finanzausschuss.

### Übertritt zur CDU 2024
Am 1. Juli 2024 machte Sekmen ihren Austritt aus Bündnis 90/Die Grünen und die Absicht, der Christlich Demokratischen Union (CDU) beizutreten und fortan der CDU/CSU-Bundestagsfraktion angehören zu wollen, öffentlich. Sie sagte: „Meine Vorstellung darüber, wie und in welchem Stil Politik gemacht wird, hat sich weiterentwickelt.“ Meinungsunterschiede von Sekmen zur Mehrheitslinie der Grünen hatten sich zuletzt vor allem in den Themenfeldern Migration und Wirtschaft gezeigt; etwa hatte sie einen „Kurswechsel“ in der Migrations- und Integrationspolitik gefordert. Als Grund für den Übertritt nannte Sekmen auch das Wiederfinden ihrer Position im neuen Grundsatzprogramm der Union. Am 9. Juli 2024 wurde sie in die CDU aufgenommen.
Sowohl der Kreisverband der Grünen Mannheim als auch der Co-Landeschef der baden-württembergischen Grünen, Pascal Haggenmüller, forderten Sekmen auf, ihr Mandat, welches sie über die Landesliste der Grünen erhalten hatte, zurückzugeben. Dies lehnte Sekmen jedoch ab.

### Bundestagswahl 2025
Am 30. November 2024 stimmten rund 86 % der Teilnehmer am Nominierungsparteitag der CDU Mannheim dafür, Sekmen bei der vorgezogenen Bundestagswahl 2025 im Bundestagswahlkreis Mannheim als Direktkandidatin aufzustellen. Sie kandidierte bei der Wahl zudem auf Platz 7 der Landesliste der CDU und gewann den Wahlkreis, der 2021 von der SPD gewonnen wurde. Mit lediglich 24,7 % der abgegebenen Stimmen gehörte sie jedoch zu den sechs Erststimmengewinnern ohne Zweitstimmendeckung der CDU in Baden-Württemberg und zog dadurch nicht erneut in den Bundestag ein.

## Kontroversen
Im Bundestagswahlkampf 2024/2025 erhob Sekmen mehrfach die Anschuldigung, ein Mitglied der Mannheimer SPD-Gemeinderatsfraktion habe sie bei einer Podiumsdiskussion als Nazi beschimpft. Hintergrund der Behauptung war, dass man laut Sekmen nicht einmal Kritik an illegaler Migration äußern dürfe, ohne als Nazi verunglimpft zu werden. Auch wenn sie ihn nicht namentlich nannte, war schnell klar, dass es sich bei dem SPD-Stadtrat um Karim Baghlani handelt. Dieser stellte daraufhin Anzeige gegen Sekmen; bevor es zu einem Prozess kommen konnte, gab Sekmen nach anfänglicher Weigerung eine Unterlassungserklärung ab, welche sie verpflichtet, diese Aussage nicht mehr zu tätigen, ohne Anerkennung einer Rechtspflicht und mit der ausdrücklicher Erklärung, dass sie an der gegenläufigen Rechtsauffassung festhält.

## Politische Schwerpunkte

### Start-ups
Im Bundestag setzte Sekmen sich für eine Reform der Mitarbeiter-Kapitalbeteiligung und der damit verbundenen Anhebung der Steuerfreibeträge und die Entwicklung der Start-up-Strategie der Bundesregierung ein. Als Obfrau im Wirtschaftsausschuss unterstützte sie Initiativen zur Förderung von Start-ups und Innovationen, mit der Ansicht, dass Start-ups eine zentrale Rolle bei der Transformation der Wirtschaft spielen und der Mittelstand von morgen sein werden. Die Politik müsse den Mittelstand bei seiner Transformation unterstützen.

### Digitalisierung im Gesundheitswesen
Sekmen war an der Entstehung eines Gesetzes zur Digitalisierung im Gesundheitswesen und zur elektronischen Patientenakte (ePA) beteiligt. Gesundheitsdaten sollen demnach für die Forschung erschlossen und besser für gemeinwohlorientierte Zwecke genutzt werden.

### Kommunalpolitik
Sekmen setzte sich für die ökologische Transformation der Mannheimer Wirtschaft ein und initiierte das vom Land Baden-Württemberg bewilligte nachhaltige Innovationszentrum „GreenTech“ in Mannheim. Es soll Start-ups, Unternehmen und wissenschaftliche Einrichtungen zusammenbringen. Sie unterstützte die Fusion der Unikliniken Mannheim und Heidelberg und setzte sich während der Corona-Pandemie für die gebührenfreie Erweiterung der Außenbewirtungsflächen auf Parkplätzen, sogenannte „Parklets“, ein.

## Positionen

### Gründungsförderung
Sekmen möchte Gründungen aus allen Lebens- und Berufsbereichen ermöglichen und die Gründungslandschaft diverser aufstellen, dazu gehören z. B. Gründungsprogramme für Auszubildende. In diesem Zusammenhang fordert sie mehr Gründungsförderung für Frauen und im ländlichen Raum. Sie setzt sich für die finanzielle Absicherung von selbstständigen Frauen im Mutterschutz ein und unterstützt die Initiative „Mutterschutz für Alle e.V.“.

### Messerangriff in Mannheim
Nachdem der Polizist Rouven Laur bei einem Messerangriff in Mannheim von einem in Deutschland lebenden Afghanen erstochen wurde, verstärkte Sekmen ihre Forderung nach einem Kurswechsel der Grünen. Ihre Partei müsse zeigen, dass sie einen klaren Plan habe, wenn es darum geht, Migration zu steuern und Islamismus konsequent zu bekämpfen. Es brauche eine „Debattenkultur in Deutschland, in der Menschen ihre Meinung äußern können, ohne in Schubladen gesteckt zu werden“. Diese Debatte müsse „aus der Mitte der demokratischen Parteien kommen und nicht von einigen wenigen“.

### Erdoğan
Nach der Parlaments- und Präsidentschaftswahl in der Türkei 2018 verurteilte sie die Mannheimer Jubelfeiern für den türkischen Präsidenten Erdoğan: „[…] Erdogan so zu bejubeln ist nicht hinnehmbar. Wir müssen öffentlich deutlich machen, dass es eine Stellungnahme gegen unser Grundgesetz ist, wenn Erdogan bei uns hier so bejubelt wird.“

## Mitgliedschaften und ehrenamtliches Engagement
Neben ihren parlamentarischen Mitgliedschaften ist Sekmen Mitglied des Hochschulrates der SRH-Hochschule Berlin und Mitglied des politischen Beirats des Verbands „Der Mittelstand“ – BVMW e.V. Sie unterstützt verschiedene ehrenamtliche Organisationen. Bis 2022 war sie in ihrer Eigenschaft als Gemeinderätin Mitglied in den Aufsichtsräten der m:con – mannheim:congress GmbH, der mg: mannheimer gründungszentren GmbH sowie des Universitätsklinikums Mannheim GmbH. Sie war außerdem bis 2024 ständiger Gast des Mittelstandsbeirats des Bundesministeriums für Wirtschaft und Klimaschutz. und Senatsmitglied der Deutsche Industrieforschungsgemeinschaft Konrad Zuse e.V.